# Ichneumon xanthorius
Ichneumon xanthorius är en stekelart som beskrevs av Forster 1771. Ichneumon xanthorius ingår i släktet Ichneumon och familjen brokparasitsteklar. Utöver nominatformen finns också underarten I. x. quadrifasciatus.

## Bildgalleri

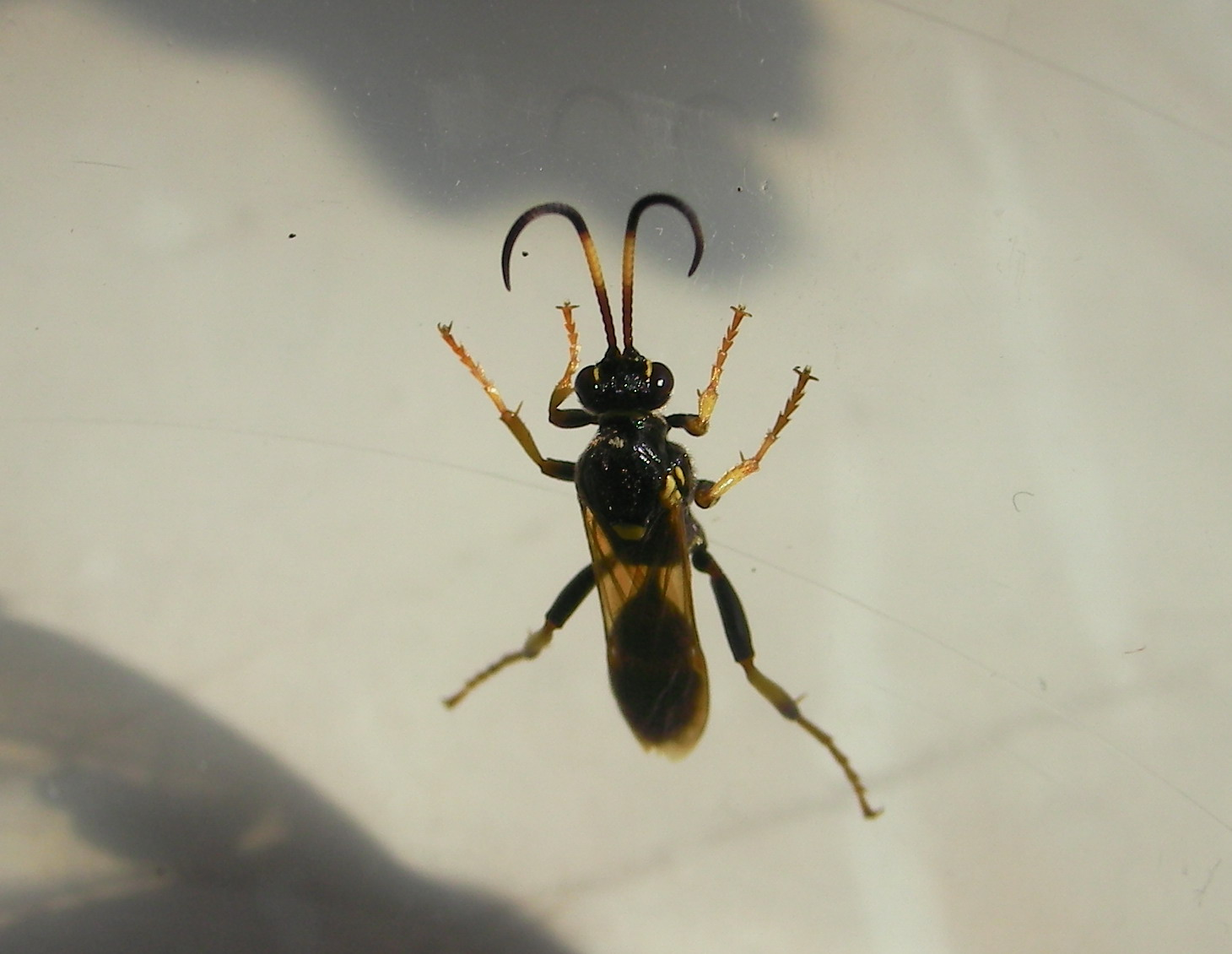
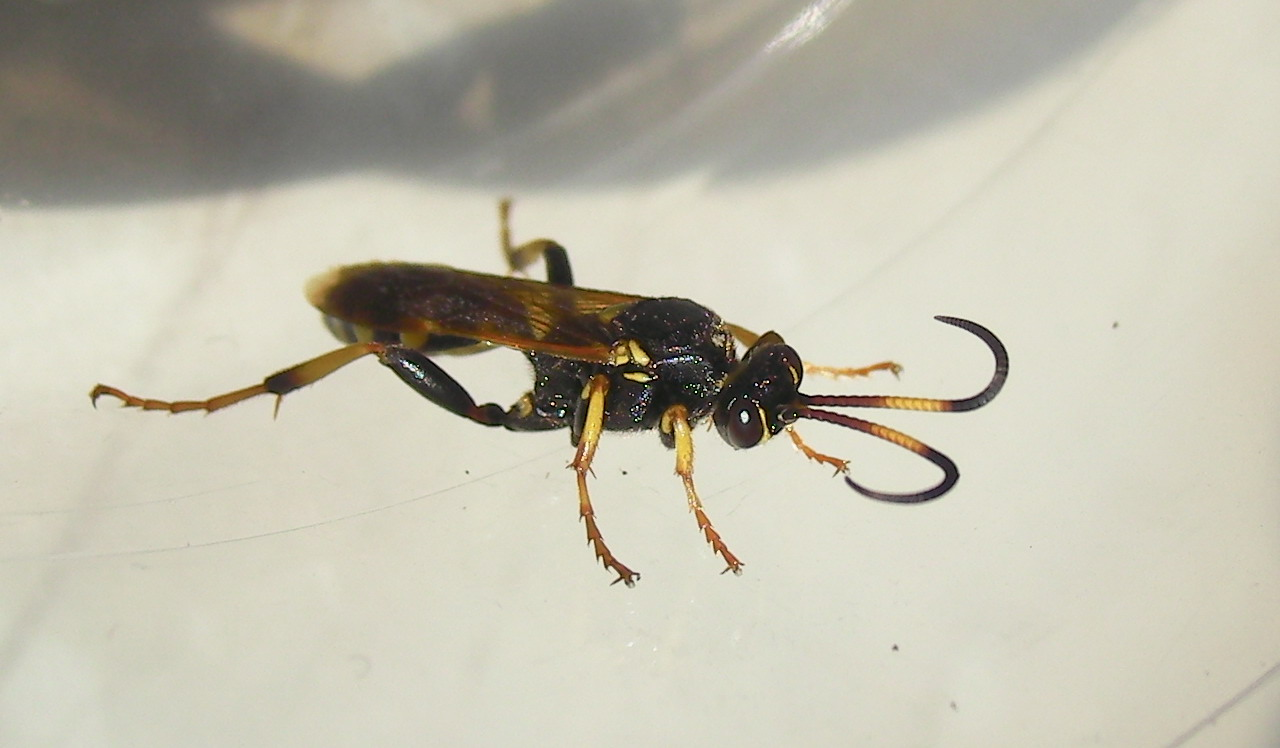